# Jean-Baptiste Arban
Joseph Jean Baptist Laurent Arban (Lyon, 28 de fevereiro de 1825 — Paris, 9 de abril de 1889) foi um músico francês.
Depois de iniciar seus estudos de trompete com Dauverne, desenvolveu-se em um virtuoso do trompete e pedagogicamente um dos mais brilhantes de seu tempo. Seus desempenhos impressionantes e triunfantes concertos excursionaram pela Europa sendo um dos meios de estabelecer o Trompete como o mais popular de todos os instrumentos musicais, e de levantá-lo para um grau superior de significado nunca antes do alcançado. Os ideais artísticos de Arban, sua excelente musicalidade, e os princípios instrutivos, perpetuaram seu inestimável “Método para Trompete”, que manteve a posição mais elevada entre trabalhos instrutivos similares. Sua superioridade pratica e seus princípios pedagógicos fundamentais são tão adaptáveis e servem para outros instrumentos de metal como para com esse que foi concebido originalmente.
Arban morreu em 9 de Abril de 1889 em Paris.